# (12647) Pauluspotter
(12647) Pauluspotter ist ein Asteroid des äußeren Hauptgürtels. Er wurde am 30. September 1973 von dem niederländischen Astronomenehepaar Cornelis Johannes van Houten und Ingrid van Houten-Groeneveld entdeckt. Die Entdeckung geschah im Rahmen der 2. Trojaner-Durchmusterung, bei der von Tom Gehrels mit dem 120-cm-Oschin-Schmidt-Teleskop des Palomar-Observatoriums aufgenommene Feldplatten an der Universität Leiden durchmustert wurden, 13 Jahre nach Beginn des Palomar-Leiden-Surveys.
Der italienische Astronom Vincenzo Zappalà definiert in einer Publikation von 1995 (et al.) eine Zugehörigkeit des Asteroiden zur Eos-Familie, einer Gruppe von Asteroiden, welche typischerweise große Halbachsen von 2,95 bis 3,1 AE aufweisen, nach innen begrenzt von der Kirkwoodlücke der 7:3-Resonanz mit Jupiter, sowie Bahnneigungen zwischen 8° und 12°. Die Gruppe ist nach dem Asteroiden (221) Eos benannt. Es wird vermutet, dass die Familie vor mehr als einer Milliarde Jahren durch eine Kollision entstanden ist.
Nach der SMASS-Klassifikation (Small Main-Belt Asteroid Spectroscopic Survey) wurde bei einer spektroskopischen Untersuchung von Gianluca Masi, Sergio Foglia und Richard P. Binzel (12647) Pauluspotter der taxonomischen Klasse der C-Asteroiden zugeordnet.
Der Asteroid wurde nach dem niederländischen Landschafts- und Tiermaler des Barocks Paulus Potter (1625–1654) benannt. Die Benennung erfolgte am 14. November 2016 auf Vorschlag von Willem Fröger, einem niederländischen Astronomen, der in Argentinien arbeitet. Der Venuskrater Potter auf der nördlichen Venushemisphäre war hingegen 1994 nach der englischen Kinderbuchautorin und -illustratorin Beatrix Potter benannt worden.